# Fourrés d'Albany
Localisation
L'écorégion des fourrés d'Albany est une zone boisée du sud de l'Afrique du Sud, qui se trouve, d'où son nom, dans l'ancien district d'Albany, dans la province du Cap-Oriental.

## Emplacement et description
Les fourrés poussent sur des sols sableux et bien drainés des larges vallées de la Great Fish River, de la Sundays River et du Gamtoos, dans la province du Cap-Oriental et, au nord-est, dans les vallées de la ceinture plissée du Cap. Ils sont vulnérables au feu et au pâturage et sont donc limités aux zones de vallées où ils sont moins menacés que dans les plaines ouvertes.
Le climat est sec, surtout à l'intérieur des terres ; les vallées ombragées sont plus fraîches que les terrains qui les entourent, lesquels sont chauds en été, froids en hiver et reçoivent des pluies irrégulières.

## Flore
Les fourrés comprennent beaucoup de plantes endémiques, en particulier des espèces  succulentes d'euphorbe. La zone peut être divisée en trois habitats distincts. Les fourrés sont abondants et denses dans les vallées fluviales près des côtes, et comprennent des arbres épineux avec des sous-bois de lianes et des plantes succulentes. Ensuite, la végétation devient de moins en moins dense au fur et à mesure qu'on s'éloigne du fond des vallées et qu'on s'approche de l'amont des cours d'eau. Enfin, la zone arbustive des vallées montagneuses du nord-ouest se compose principalement des plantes succulentes que sont les pourpiers en arbre et les arbres de jade. On trouve aussi des Lycium, des Pappea capensis, des Euclea undulata, des Rhigozum obovatum, des aloès et des Schotia afra. À l'instar du fynbos, les fourrés d'Albany font partie de la région floristique du Cap.

## Faune

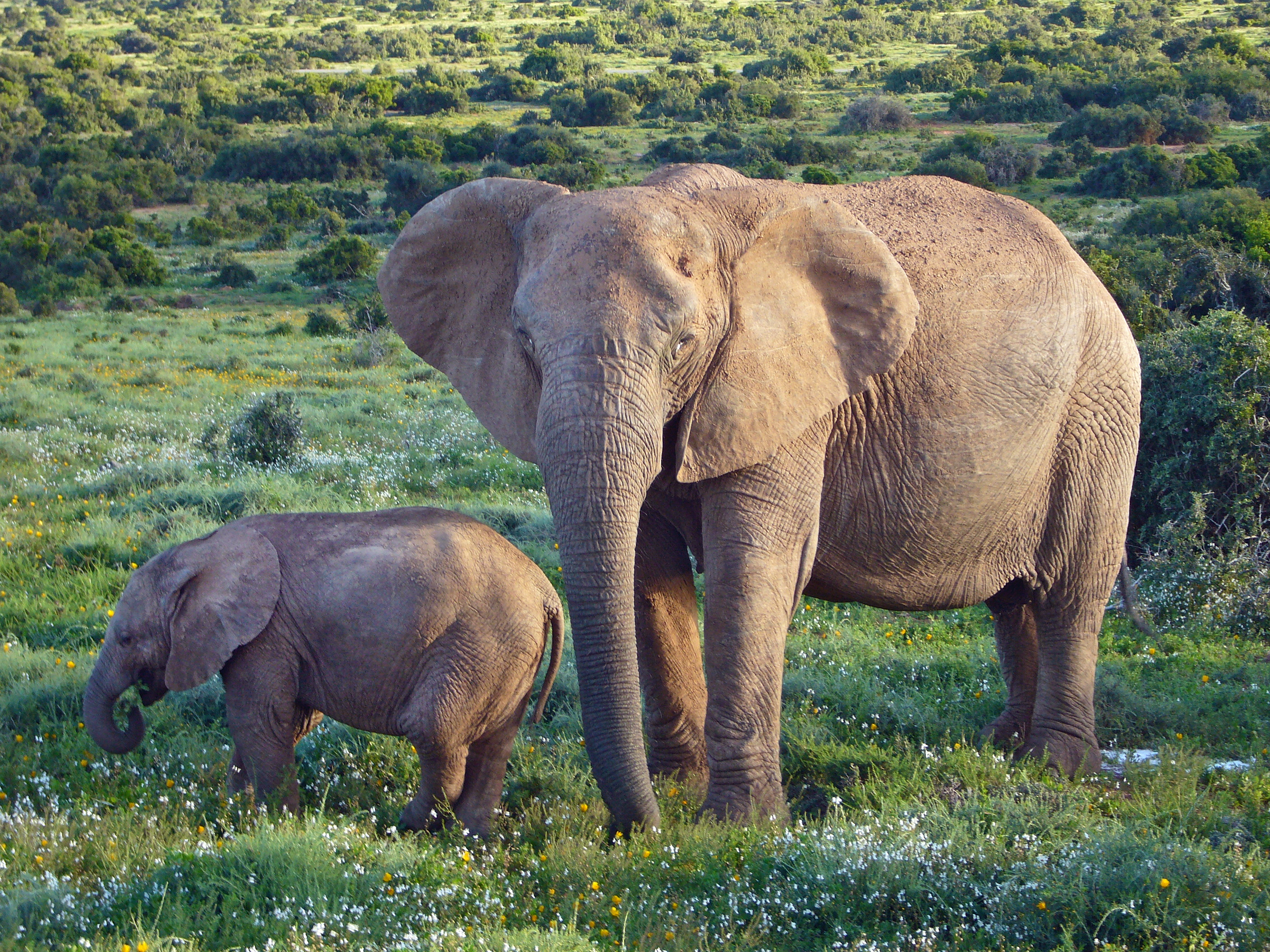
Éléphants de savane dans le parc national des Éléphants d'Addo.

Les oiseaux représentatifs sont l'autour noir, le loriot masqué et deux espèces, presque endémiques de la zone du Cap, le souimanga orangé et le serin totta. Il existe un mammifère presque endémique, le Chlorotalpa duthieae (ressemblant à une taupe). Le parc national des Éléphants d'Addo abrite des éléphants d'Afrique, des rhinocéros noirs et des antilopes telles que les guibs harnachés, les chevreuil-boucs, les cobes de montagne, les élands, les grands koudous, les bubales caama, les raphicères du Cap et les céphalophes de Grimm.

## Menaces et préservation
Une importante partie de la région a été convertie en terres agricoles ou a été réduite par le pâturage, notamment celui des chèvres. Il s'agit d'une menace permanente, notamment dans les vallées fluviales près des côtes, qui sont aussi menacées par les zones urbaines et les installations touristiques. Les zones protégées comprennent le parc national des éléphants d'Addo, près de Port Elizabeth, l'aire naturelle de Groendal, près de Uitenhage sur la rivière Swartkops, et la Baviaanskloof Mega Reserve.